# Сыпченко, Леонид Евтихиевич
Леонид Евтихиевич Сыпченко (20 мая 1921, Надеждинка, Саракташский район — 6 декабря 1979, Ахтырка, Сумская область) — помощник командира взвода 304-й отдельной разведывательной роты 343-й стрелковой дивизии 50-й армии 3-го Белорусского фронта, старший сержант — на момент представления к награждению орденом Славы 1-й степени.

## Биография
Родился 20 мая 1921 года в селе Надеждинка ныне Саракташского района Оренбургской области в семье крестьянина. Работал заведующим складом.
В Красной Армии с октября 1940 года. Участник Великой Отечественной войны с августа 1941 года. Сражался на Центральном, 1-м, 2-м и 3-м Белорусских фронтах. Воевал под Москвой и Воронежем, освобождал Сумщину, форсировал Днепр, принимал участие в Белорусской и Восточно-Прусской наступательных операциях, штурме Кенигсберга.
Помощник командира взвода 304-й отдельной разведывательной роты старший сержант Леонид Сыпченко во главе группы разведчиков к сентябрю 1944 года пленил свыше двадцати гитлеровцев, давших ценные сведения.14 сентября 1944 года в бою за населенный пункт Новогруд и в уличных боях, увлекая за собой бойцов, уничтожил до десяти солдат. Приказом от 24 сентября 1944 года «за образцовое выполнение заданий командования в боях с немецко-фашистскими захватчиками» старший сержант Сыпченко Леонид Евтихиевич награждён орденом Славы 3-й степени.
В ночь на 1 ноября 1944 года в 1-2 километров западнее населенного пункта Новогруд под покровом темноты ворвался с разведчиками в траншею врага, в схватке истребил восьмерых пехотинцев, чем содействовал захвату «языка». Приказом от 11 декабря 1944 года «за образцовое выполнение заданий командования в боях с немецко-фашистскими захватчиками» старший сержант Сыпченко Леонид Евтихиевич награждён орденом Славы 2-й степени.
В составе той же роты и дивизии Леонид Сыпченко в начале апреля 1945 года на подступах к городу Кенигсберг во главе поисковой группы совершил три налета на вражеские опорные пункты, огнём из автомата и гранатами уничтожил три пулеметных расчета, вывел из строя свыше десяти автоматчиков противника, пленил пятнадцать солдат. Указом Президиума Верховного Совета СССР от 15 мая 1946 года «за образцовое выполнение заданий командования в боях с немецко-фашистскими захватчиками» старший сержант Сыпченко Леонид Евтихиевич награждён орденом Славы 1-й степени, став полным кавалером ордена Славы.
Участвовал в Параде Победы в Москве 24 июня 1945 года. В 1947 году Л. Е. Сыпченко демобилизован. Жил в городе Ахтырка Сумской области. Работал на мясокомбинате. Умер 6 декабря 1979 года.
Награждён орденами Красного Знамени, Отечественной войны 2-й степени, Красной Звезды, Славы 1-й, 2-й и 3-й степени, медалями. В городе Ахтырка на Аллее Героев установлен бюст Л. Е. Сыпченко.